# Lepidostoma cornigerum
Lepidostoma cornigerum is een schietmot uit de familie Lepidostomatidae. De soort komt voor in het Oriëntaals en het Palearctisch gebied.